# Campeonato Mundial de Natação em Piscina Curta de 2018 - 4x100 m livre masculino
A prova dos 4x100 metros livre masculino do Campeonato Mundial de Natação em Piscina Curta de 2018 foi disputado no dia 11 de dezembro de 2018, no Hangzhou Sports Park Stadium, em Hangzhou, na China. 

## Recordes
Antes desta competição, os recordes mundiais e do campeonato nesta prova eram os seguintes:
|                       | Nome                                                                                            | Nacionalidade  | Tempo   | Local      | Data                   |
| --------------------- | ----------------------------------------------------------------------------------------------- | -------------- | ------- | ---------- | ---------------------- |
| Recorde mundial       | Nathan Adrian (45,08) Matthew Grevers (44,68) Garrett Weber-Gale (47,43) Michael Phelps (46,11) | Estados Unidos | 3:03.30 | Manchester | 19 de dezembro de 2009 |
| Recorde do campeonato | Clément Mignon (47,05) Fabien Gilot (46,13) Florent Manaudou (44,80) Mehdy Metella (45,80)      | França         | 3:03.78 | Doha       | 3 de dezembro de 2014  |

Os seguintes recordes mundiais ou do campeonato foram estabelecidos durante esta competição: 
| Data           | Evento | Nome                                                                                    | Nacionalidade  | Tempo   | Notas |
| -------------- | ------ | --------------------------------------------------------------------------------------- | -------------- | ------- | ----- |
| 11 de dezembro | Final  | Caeleb Dressel (45.66) Blake Pieroni (45.75) Michael Chadwick (45.86) Ryan Held (45.76) | Estados Unidos | 1:03.03 | ,     |

## Medalhistas
| Ouro | Prata | Bronze                                                                       |
| Estados Unidos · Caeleb Dressel · Blake Pieroni · Michael Chadwick · Ryan Held · Kyle DeCoursey* · Michael Jensen* · Matt Grevers* | Rússia · Vladislav Grinev · Sergey Fesikov · Vladimir Morozov · Kliment Kolesnikov · Evgeny Rylov* · Ivan Kuzmenko* · Mikhail Vekovishchev* · Ivan Girev* | Brasil · Matheus Santana · Marcelo Chierighini · César Cielo · Breno Correia |

*Participaram apenas das eliminatórias, mas também receberam medalhas.

## Resultados

### Eliminatórias
As eliminatórias ocorreram dia 11 de dezembro com um total de 13 nacionalidades. 
| Colocação | Bateria | Raia | Nacionalidade  | Nadadores                                                                                           | Tempo   | Notas            |
| --------- | ------- | ---- | -------------- | --------------------------------------------------------------------------------------------------- | ------- | ---------------- |
| 1         | 1       | 4    | Rússia         | Evgeny Rylov (46.09) Ivan Kuzmenko (46.58) Mikhail Vekovishchev (46.32) Ivan Girev (46.17)          | 3:05.16 | Q                |
| 2         | 1       | 7    | Brasil         | Matheus Santana (47.41) Marcelo Chierighini (46.52) Breno Correia (45.32) César Cielo (46.45)       | 3:05.70 | Q,               |
| 3         | 1       | 6    | Estados Unidos | Ryan Held (45.82) Kyle DeCoursey (46.92) Michael Jensen (46.41) Matt Grevers (46.57)                | 3:05.72 | Q                |
| 4         | 2       | 3    | Itália         | Santo Condorelli (47.23) Lorenzo Zazzeri (46.99) Davide Nardini (47.44) Alessandro Miressi (46.52)  | 3:08.18 | Q                |
| 5         | 1       | 5    | Japão          | Katsumi Nakamura (46.54) Kaiya Seki (47.38) Kosuke Matsui (47.18) Fuyu Yoshida (47.16)              | 3:08.26 | Q                |
| 6         | 2       | 4    | Austrália      | Louis Townsend (47.03) Alexander Graham (46.94) Jack Gerrard (46.97) Thomas Fraser-Holmes (47.62)   | 3:08.56 | Q                |
| 7         | 2       | 2    | Bielorrússia   | Yauhen Tsurkin (47.85) Hryhory Pekarski (47.45) Mikita Tsmyh (48.81) Artsiom Machekin (47.41)       | 3:11.52 | Q,               |
| 8         | 2       | 5    | China          | Hou Yujie (48.34) Cao Jiwen (47.48) He Junyi (48.17) Yu Hexin (47.98)                               | 3:11.97 | Q                |
| 9         | 2       | 6    | Turquia        | Hüseyin Emre Sakçı (47.97) Iskender Baslakov (48.28) Yalım Acımış (48.46) Kemal Arda Gürdal (47.55) | 3:12.26 | Recorde nacional |
| 10        | 1       | 2    | Portugal       | Miguel Nascimento (47.61) Gabriel Lopes (48.14) Diogo Carvalho (50.33) Alexis Santos (49.48)        | 3:15.56 | Recorde nacional |
| 11        | 2       | 7    | Nova Zelândia  | Daniel Hunter (48.06) Andrew Jeffcoat (48.92) Matthew Hyde (50.50) Wilrich Coetzee (48.98)          | 3:16.46 |                  |
| 12        | 1       | 3    | Taipé Chinesa  | Lin Chien-liang (49.46) Huang Yen-hsin (49.00) Chuang Mu-lun (48.84) An Ting-yao (49.31)            | 3:16.61 |                  |
| 13        | 2       | 1    | Bulgária       | Yordan Yanchev (49.02) Svetlozar Nikolov (49.88) Kaloyan Bratanov (50.10) Antani Ivanov (50.51)     | 3:19.51 | Recorde nacional |

### Final
A final foi realizada em 11 de dezembro. 
| Colocação         | Raia | Nacionalidade  | Nadadores                                                                                           | Tempo   | Notas                 |
| ----------------- | ---- | -------------- | --------------------------------------------------------------------------------------------------- | ------- | --------------------- |
| Medalha de ouro   | 3    | Estados Unidos | Caeleb Dressel (45.66) Blake Pieroni (45.75) Michael Chadwick (45.86) Ryan Held (45.76)             | 3:03.03 | Recorde mundial       |
| Medalha de prata  | 4    | Rússia         | Vladislav Grinev (46.38) Sergey Fesikov (46.21) Vladimir Morozov (45.06) Kliment Kolesnikov (45.46) | 3:03.11 | Recorde europeu       |
| Medalha de bronze | 5    | Brasil         | Matheus Santana (46.83) Marcelo Chierighini (46.37) César Cielo (46.34) Breno Correia (45.61)       | 3:05.15 | Recorde sul-americano |
| 4                 | 6    | Itália         | Santo Condorelli (46.76) Alessandro Miressi (46.03) Marco Orsi (46.41) Lorenzo Zazzeri (46.00)      | 3:05.20 | Recorde nacional      |
| 5                 | 7    | Austrália      | Cameron McEvoy (46.28) Louis Townsend (46.85) Jack Gerrard (46.86) Alexander Graham (46.50)         | 3:06.49 |                       |
| 6                 | 2    | Japão          | Katsumi Nakamura (46.22) Kaiya Seki (46.87) Kosuke Matsui (46.92) Fuyu Yoshida (47.86)              | 3:07.87 |                       |
| 7                 | 8    | China          | Hou Yujie (48.09) Cao Jiwen (46.96) He Junyi (47.54) Yu Hexin (47.96)                               | 3:10.55 | Recorde nacional      |
| 8                 | 1    | Bielorrússia   | Yauhen Tsurkin (47.76) Hryhory Pekarski (47.07) Viktar Staselovich (48.33) Artsiom Machekin (47.43) | 3:10.59 | Recorde nacional      |

Legenda
| Recorde mundial       | Recorde mundial (World record)               |                       | Recorde africano                      | Recorde africano (African) |                                           | Q | Classificado por posição (Qualified) |
| Recorde do campeonato | Recorde do campeonato (Championship record)  | Recorde da América    | Recorde da América (Americas)         | q                          | Classificado por melhor tempo (Qualified) |   |                                      |
| Melhor marca do ano   | Melhor marca do ano (World leading)          | Recorde asiático      | Recorde asiático (Asian)              | DNS                        | Não largou (Did not start)                |   |                                      |
| Recorde nacional      | Recorde nacional (National record)           | Recorde europeu       | Recorde europeu (European)            | DNF                        | Não terminou (Did not finish)             |   |                                      |
| Recorde pessoal       | Recorde pessoal do atleta (Personal best)    | Recorde da Oceania    | Recorde da Oceania (Oceania)          | DSQ / DQ                   | Desclassificado (Disqualified)            |   |                                      |
| Recorde da temporada  | Recorde da temporada do atleta (Season best) | Recorde sul-americano | Recorde sul-americano (South America) | NM                         | Sem marca (No mark)                       |   |                                      |